# Aix-en-Othe
 Aix-en-Othe  era una población y comuna francesa, situada en la región de Champaña-Ardenas, departamento de Aube, en el distrito de Troyes y cantón de Aix-en-Othe, que el uno de enero de 2016 se unió a las comunas de Palis y Villemaur-sur-Vanne formando la nueva comuna de Aix-Villemaur-Pâlis, y pasando a ser una comuna delegada de la misma.

## Demografía

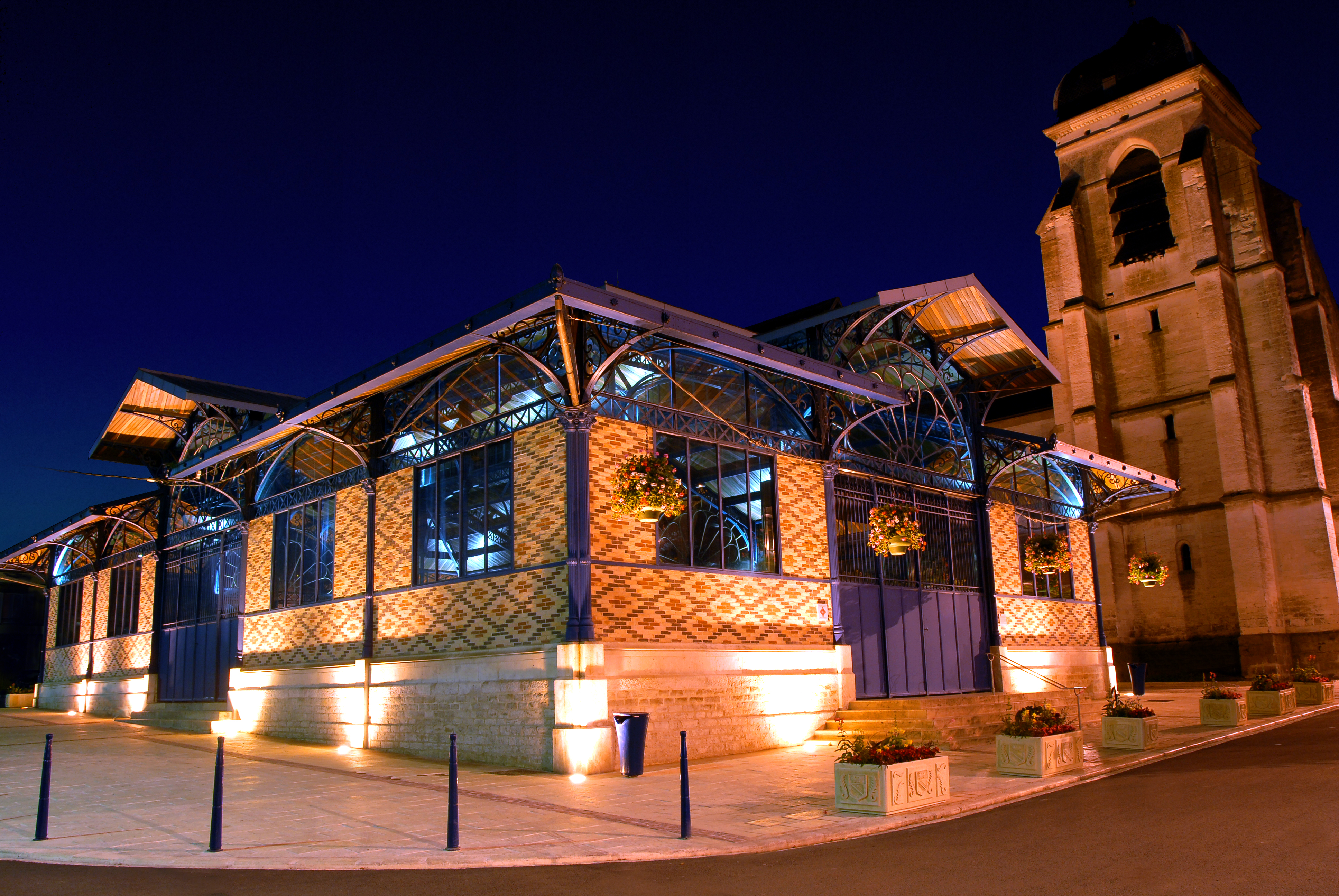
Mercado de estilo Baltard

| 2270 | 2112 | 2313 | 2349 | 2260 | 2131 |
| Para los censos de 1962 a 1999 la población legal corresponde a la población sin duplicidades (Fuente: INSEE [Consultar]) |      |      |      |      |      |